# Coniopteryx ambigua
Coniopteryx ambigua är en insektsart som beskrevs av Withycombe 1925. Coniopteryx ambigua ingår i släktet Coniopteryx och familjen vaxsländor. Inga underarter finns listade i Catalogue of Life.